# Znaur Kocyjew
Znaur Kazbiekowicz Kocyjew (ros. Знаур Казбекович Коциев; ur. 27 czerwca 1996) – rosyjski zapaśnik walczący w stylu wolnym. Brązowy medalista wojskowych MŚ z 2017 i 2023. Trzeci na MŚ juniorów w 2016. Trzeci na mistrzostwach Rosji w 2021 roku.